# فرانکفورت (شهرستان پپین، ویسکانسین)
فرانکفورت (به انگلیسی: Frankfort) یک منطقهٔ مسکونی در ایالات متحده آمریکا است که در شهرستان پپین، ویسکانسین واقع شده‌است. فرانکفورت ۸۰٫۲ کیلومتر مربع مساحت و ۳۶۲ نفر جمعیت دارد و ۲۳۳ متر بالاتر از سطح دریا واقع شده‌است.